# Lugteich bei Grüngräbchen
Koordinaten: 51° 22′ 4″ N, 13° 59′ 0″ O

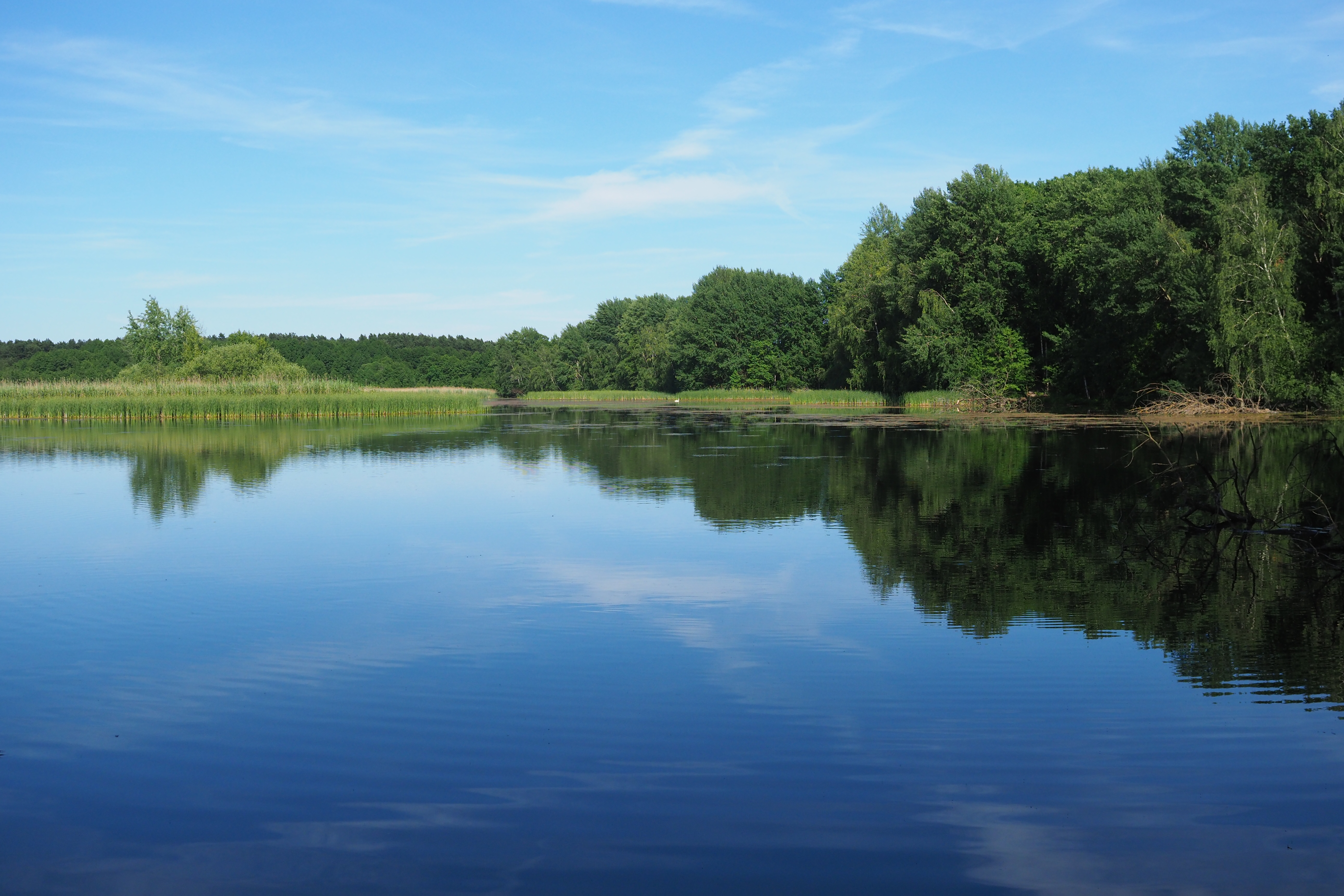
Naturschutzgebiet Lugteich bei Grüngräbchen (Juni 2017)

Das Naturschutzgebiet Lugteich bei Grüngräbchen liegt im Landkreis Bautzen in Sachsen. Es erstreckt sich nördlich von Grüngräbchen, einem Ortsteil der Gemeinde Schwepnitz. Westlich des Gebietes verläuft die S 93, nördlich verläuft die Landesgrenze zu Brandenburg.

## Bedeutung
Das rund 53 ha große Gebiet mit der NSG-Nr. D 05 wurde im Jahr 2004 unter Naturschutz gestellt. Schutzzweck ist 
- die Erhaltung, Pflege und Entwicklung gebietstypischer Pflanzen- und Tierarten in ihren Lebensgemeinschaften sowie
- die Erhaltung des Gebietes als Bestandteil des zusammenhängenden europäischen ökologischen Netzes besonderer Schutzgebiete („Natura 2000“).[2]